# ألفريدو باسكوال
ألفريدو باسكوال هو أكاديمي فلبيني، ولد في 7 يوليو 1948 في كالوكان في الفلبين.